# Scotopteryx obscurior
Scotopteryx obscurior är en fjärilsart som beskrevs av Heinrich 1916. Scotopteryx obscurior ingår i släktet backmätare, och familjen mätare. Inga underarter finns listade.